# Hertugdømmet Bourbonnais
Duché de Bourbon (Borbonés (occitansk), Bourbonnais (dansk)) var et hertugdømme beliggende i den centrale del af Frankrig og som indgik som en del af Kongeriget Frankrig fra 1531. Hertugdømmets udstrækning svarer nogenlunde til nutidens departement Allier.
Før området blev et hertugdømme (dvs. mellem 913 og 1327) førte mandlige regenter (herrer) titlen Sire de Bourbon (Seigneur de Bourbon) mens kvindelige regenter (fruer) førte titlen dame de Bourbon. 
46°34′N 3°20′Ø / 46.57°N 3.33°Ø